# Adobe FrameMaker
Adobe FrameMaker（アドビ・フレームメーカー）とは、アドビの販売するDTPソフトで、大規模な構造化文書に特化している。Frame Technologyという企業によって開発され、後にアドビに買収された。
専門オペレータでなくとも操作できる簡便性（ただし、そのためにはオペレーション前の緻密な文章構造の設計が必要になるので、専門の技術力をもった人材が不可欠）と、強力なXML対応を特徴とする。バージョン6.0以前のXMLやSGML対応版では、エレメントをドラッグ＆ドロップにて追加・編集することが可能で、レイアウトにも即時反映されるようになっている。この機能は7.0以降で標準装備された。また、しおりやハイパーリンク（相互参照）のポインタ情報をもつPDFを直接生成することが可能。
バージョン8では、Windows、Solarisに対応。Macintosh版は2004年4月15日をもって販売終了している。
最新バージョン2022では、Windows 11に対応。
旅客機ボーイング787のフライトマニュアル執筆に利用されている。

## 関連用語
- DTP
- InDesign
- PageMaker
- PostScript
- Quark XPress
- NeWS